# Percy Leroy Ricker
Percy Leroy Ricker (27 de marzo de 1878-2 de febrero de 1973) fue un botánico agrostólogo, micólogo y profesor estadounidense, Recibió una maestría en 1901 en la Universidad de Maine, donde fue asistente en el Departamento de Biología. En 1901, fue contratado a los 23 años como "agrostólogo asistente científico" en la Oficina de la Industria de Plantas del Departamento de Agricultura de EE. UU., el mismo año que Albert S. Hitchcock fue contratado como agrostólogo. En 1902, publicó "A preliminary list of Maine fungi (Lista preliminar de los hongos de Maine)" con 86 pp. En 1913, fue asistente botánico, taxonómico y el investigador rango, y publica "Directions of collecting plants", con 8 pp. En 1918, publicó "Botanical activity in the District of Columbia and vicinity"; y en 1946: "New Asiatic species of Campylotropis [Legum.]"
Fue un experto fotógrafo de flores silvestres y viajó extensamente por el país dejando tras de sí una enorme colección de negativos de vidrio cuando se jubiló del USDA. Ayudó en la selección de ejemplares tipo de pastos durante la Segunda Guerra Mundial en el Herbario Nacional, anotándolos con sus iniciales "PLR" Aunque gran botánico, tenía un fallo y era su letra. En 1988, Regina Hughes, una artista en el Departamento de Botánica, entonces de 80 años, escribió una nota sobre él: 

"la escritura de Percy era absolutamente terrible, a veces hasta me pedía que le tipeara algo para él, preferiría ser comida por los leones."

 Se retiró como un botánico asociado en el Departamento Nacional del Museo de Botánica en 1948 a la edad de 70 años; habiendo nombrado a 35 nuevas especies de plantas. Sus colecciones de 10.000 hongos parásitos se hallan en la Universidad de Wisconsin en Madison.

## Algunas publicaciones
- percy l. Ricker. 2012. A Preliminary List of Maine Fungi... Reimpreso Nabu Press, 92 pp. ISBN 1275032141

- ---------------------. 2010. A List of the Vascular Plants of the District of Columbia and Vicinity. Prepared for the Use of the Botanical Society of Washington. 1.ª ed. 1906 de 133 pp. il. Reimpreso General Books, 48 pp. ISBN 1155016688

- ---------------------. 1953. American Wildflower Odyssey: A Lifetime's Search Covers Deserts, Mountains, and Lowlands; Prizes Range from Maine Orchids to Texas Cacti. 32 pp.

- ---------------------. 1928. Growing Wild Flowers from Seed. Wild Flower Preservation Society circular 15. 4 pp.

- ---------------------, bruce Fink. 1912. The lichens of Minnesota. Contributions from the U.S. National Herbarium 14 (1): 269 pp.

## Reconocimientos
Miembro de
- 1905, Club de Campo de los biólogos de Washington, y tesorero de 1908 a 1938 (un récord no superado), miembro honorario en 1957

### Epónimos
- La abreviatura «Ricker» se emplea para indicar a Percy Leroy Ricker como autoridad en la descripción y clasificación científica de los vegetales.[2]